# 비행복

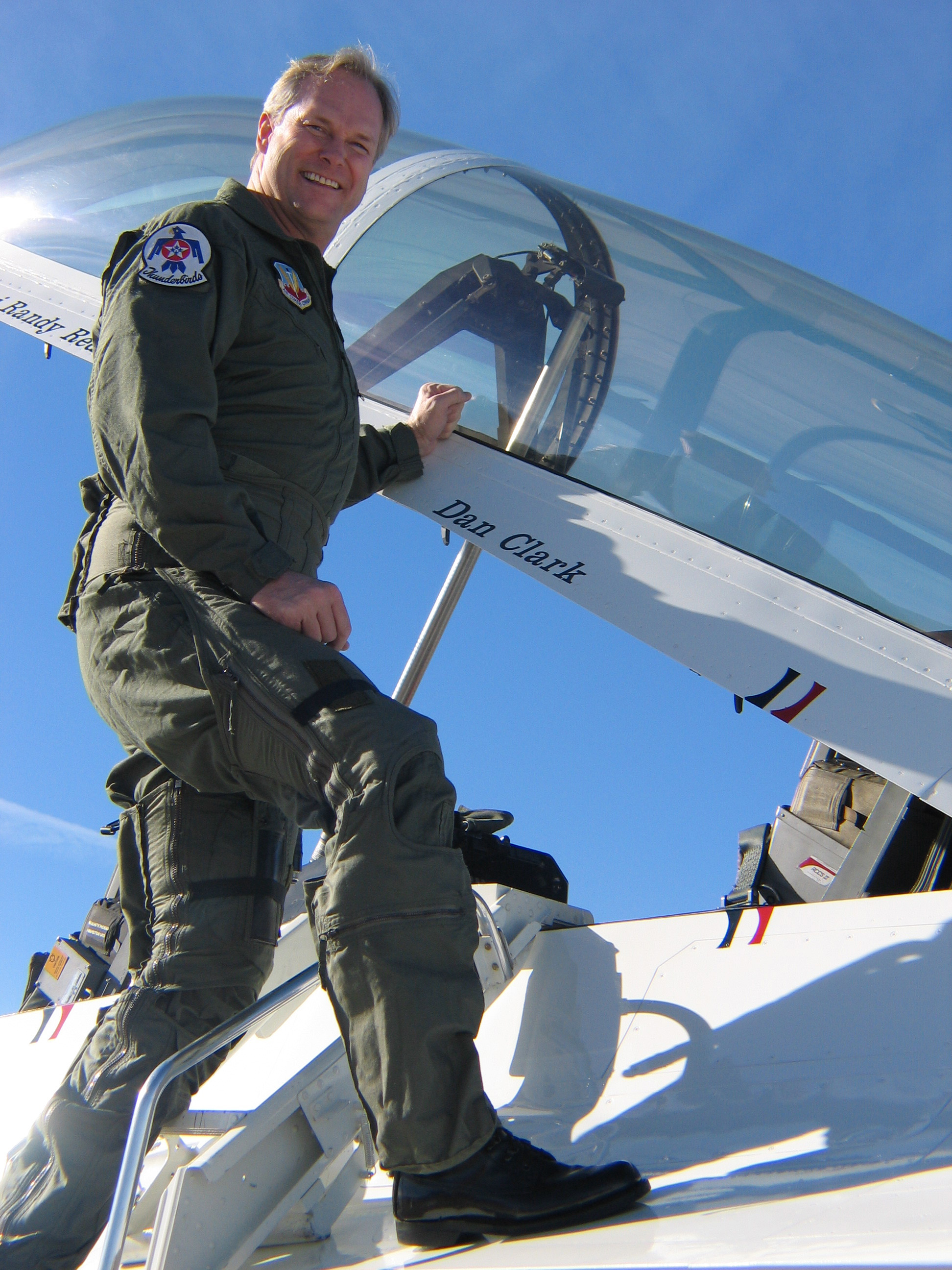

비행복(飛行服)은 항공기에 탑승 할 때 착용하는 옷이다. 보온성, 실용성, 내구성, 내화성에 치중되어 있다.
비행복은 군용기, 글라이더 및 헬리콥터와 같은 항공기를 비행하는 동안 착용하는 전신 의류이다. 이 옷은 일반적으로 착용자를 따뜻하게 유지하고 실용적이고(주머니가 많음) 내구성이 뛰어나다.(난연성 포함) 외관은 일반적으로 점프 수트와 유사하다. 군용 비행복은 계급 휘장을 보여줄 수도 있다. 실용성 때문에 근접전이나 방문, 승선, 수색, 압수 상황에서 전투복으로 사용하기도 한다.

## 같이 보기
- 군사 계급